# Koszmosz–190
A Koszmosz–190 (oroszul: Космос 190) a szovjet Koszmosz műhold-sorozat tagja. Második generációs Zenyit–4 felderítő műhold.

## Küldetés
Űrkutatási és katonai programot hajtott végre. Programja a Koszmosz–182-vel megegyező. Az emberes űrkutatási program végrehajtását segítette.

## Jellemzői
Az OKB–1 tervezőirodában kifejlesztett, ellenőrzése alatt gyártott műhold.
1967. november 3-án a Pleszeck űrrepülőtérről egy Voszhod (11A57) típusú hordozórakétával juttatták Föld körüli, közeli körpályára. Az orbitális egység pályája 89,6 perces, 65,6 fokos hajlásszögű, az elliptikus pálya perigeuma 195 kilométer, apogeuma 322 kilométer volt. Hasznos tömege 4000 kilogramm. A sorozat felépítését, szerkezetét, alapvető fedélzeti rendszereit tekintve egységesített, szabványosított tudományos-kutató űreszköz. Áramforrása kémiai akkumulátorok, szolgálati élettartama 10 nap.
Fototechnikai (fényképezőgép, televíziós kamera) berendezései 3-5 méter közötti felbontású képeket készítettek.
1967. november 11-én 8 napos szolgálati idő után, földi parancsra belépett a légkörbe és hagyományos módon – ejtőernyős leereszkedés – visszatért a Földre.